# Spigot Peak
Der Spigot Peak (englisch für Zapfenspitze, spanisch Nunatak Negro ‚Schwarzer Nunatak‘) ist ein markanter und 285 m hoher Berg an der Danco-Küste des Grahamlands im Norden der Antarktischen Halbinsel. Er markiert die Südseite der Einfahrt zum Orne Harbour auf der Arctowski-Halbinsel.
Das UK Antarctic Place-Names Committee gab ihm 1956 seinen deskriptiven Namen.